# .ee
‎.ee‏ دامنه اینترنتی اختصاص داده شده به استونی است.